# Miles Aldridge
Pour les articles homonymes, voir Aldridge.
Miles Aldridge est un photographe britannique né en 1964 à Londres.

## Biographie
Son père est l'artiste et designer Alan Aldridge et sa mère est mannequin. Passionné depuis son enfance par le Rock 'n' roll et la photographie. Il étudie dans une école d'art à Londres où il intègre un groupe de Rock 'n' roll tout en continuant en parallèle la photographie. Il devient peu à peu photographe de mode et apportera son talent à des magazines tels que Vogue au Japon, en Italie à la demande de Franca Sozzani, pour Numéro, Gloss, V, Citizen K, ou encore The New York Times Magazine.
Il a été le réalisateur de cinq vidéo-clips entre 1992 et 1994 pour les groupes Terrorvision, The Charlatans, The Verve, Ultra Vivid Scene et Michael Brook.
En 2014, il photographie une campagne de publicité remarquée pour la marque de lingerie Agent Provocateur.

## Expositions
- Beauty of Darkness

Reflex New Art Gallery, Amsterdam, 2004
- Archeology of Elegance

Schirmer/Mosel Showroom, Munich, 2003
- Archeology of Elegance

Deichtorhallen, Hambourg, 2002
- "Pictures for Photographs"

colette, Paris, 2009